# Christopher Ortiz
Christopher Josué Ortiz González (né le 2 août 1995 à Coronel Oviedo) est un athlète paraguayen, spécialiste du sprint et du saut en hauteur.

## Biographie
Depuis 2019, il détient les records nationaux du 100 m, 200 m et 4 x 100 m.
Il les bat à nouveau le 26 avril 2019 :
- 100 m : 10 s 36 (+1,5)	Cochabamba
- 200 m : 20 s 7 manuel (0,0) Cochabamba.

Il remporte la médaille de bronze lors des Championnats d'Amérique du Sud d'athlétisme 2019 sur 200 m.